# Desa Musuk (administrativ by i Indonesien, lat -7,52, long 111,09)
Desa Musuk är en administrativ by i Indonesien.   Den ligger i provinsen Jawa Tengah, i den västra delen av landet, 500 km öster om huvudstaden Jakarta.